# ماتسودایرا سادانوبو
ماتسودایرا سادانوبو (به ژاپنی: 松平 定信 Matsudaira Sadanobu); ۱۵ ژانویهٔ ۱۷۵۹ – ۱۴ ژوئن ۱۸۲۹) دایمیو و روجو سیاستمدار در شوگون‌سالاری توکوگاوا اهل ژاپن بود.